# Belgium és Hollandia kapcsolatai

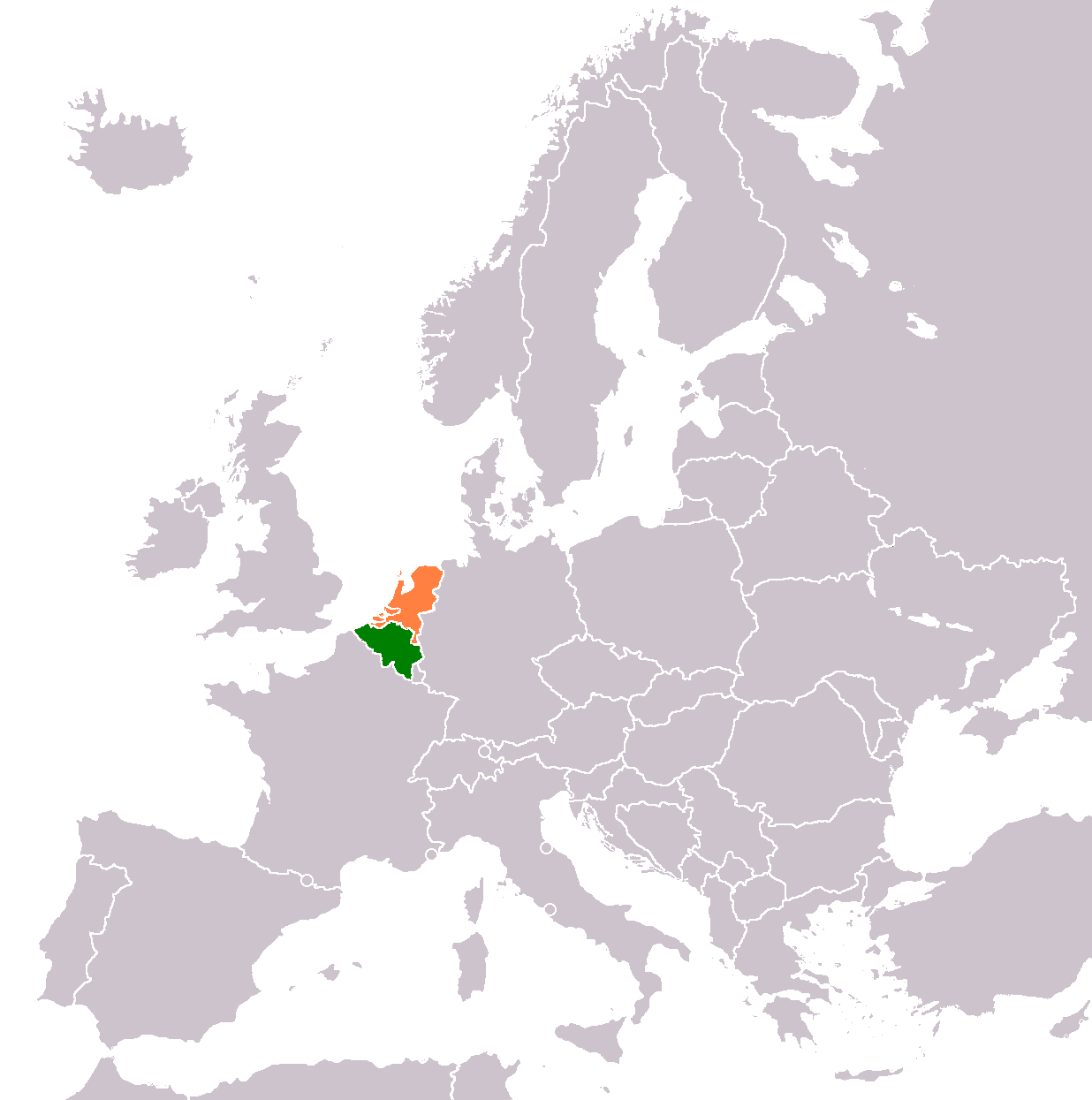
Belgium és Hollandia földrajzi helyzete

Belgium és Hollandia kapcsolatai 1839-ben alakultak ki, amikor Belgium függetlenné vált a Holland Királyságtól. Ezek a diplomáciai kapcsolatok az egyik legerősebbeknek tekinthetőek, ugyanis a két ország igencsak hasonló történelemmel, kultúrával és részben nyelvvel is rendelkezik. Továbbá körülbelül 35 000 belga állampolgár él jelenleg is Hollandiában, míg Belgiumban mintegy 111 000 holland állampolgár található meg.
Közös történelmüknek és a holland-flamand nyelvnek köszönhetően Hollandia és Belgium között szoros kulturális kapcsolatok vannak. 1980-ban a két ország létrehozta a Holland Nyelvi Szövetséget, (Nederlandse Taalunie) hogy ösztönözze a szorosabb nyelvi szintű együttműködést.
Belgiumnak nagykövetsége van Hágában, konzulátusa pedig Amszterdamban, Maastrichtben, Nijmegenben, Roosendaalban, Rotterdamban, Terneuzenben, Vlissingenben és Winsumban található, Hollandiának pedig nagykövetsége van Brüsszelben és konzulátusai Antwerpenben, Gentben, Liège-ben és Namurban. Mindkét nemzet tagja az Európai Uniónak és a NATO-nak. Belgium, Hollandia és Luxemburg szoros regionális együttműködését általában Benelux államokként említik.

## Állami delegációk látogatásai
- 1938: III. Lipót belga király látogatása Amszterdamban
- 1960: I. Julianna holland királynő látogatása Brüsszelben
- 2016: Fülöp belga király látogatása Hágában, Vilmos Sándor holland királynál